# SO SWEET SO LONELY
「SO SWEET SO LONELY」（ソー・スウィート・ソー・ロンリー）は、1989年7月にリリースされたDEAD ENDの通算2枚目のシングルである。発売元はBMG Victor。

## 解説
アルバム『ZERO』の先行シングルとしてリリースされた。前作同様、それまでのDEAD ENDとは似つかない曲調の楽曲となっていて、アルバム『ZERO』に関しても同様のことが言える。
リリース当時Vo.MORRIEは、それまでの逆立てていた髪を下ろし、大胆なイメージチェンジを図った。

## 収録曲
1. SO SWEET SO LONELY （5分09秒）
  - 作詞:MORRIE／作曲:YOU・岡野ハジメ／編曲:DEAD END・岡野ハジメ
2. I'M IN A COMA （4分37秒）
  - 作詞:MORRIE／作曲:YOU・岡野ハジメ／編曲:DEAD END・岡野ハジメ